# Leiostola mollis
Leiostola mollis là một loài bướm đêm trong họ Noctuidae.